# 合生大桥
合生大桥，规划名为下角东江大桥，是一座位于中国广东省惠州市惠城区的特大桥，连接江北与下角两地。该桥梁亦是惠州市第一座斜拉桥，于2005年3月21日奠基，同年7月开工，并于2008年4月29日正式合龙。2008年9月2日上午10时30分（UTC+8），合生大桥通车礼在合生大桥江北端举行，随后正式开放车辆通行。
该桥梁也是惠州市西部快速通道的组成部分。此外，该桥梁为惠州市第二座由企业冠名的桥梁，及第一座有偿冠名桥梁，由合生创展集团有限公司冠名。

## 构造及意义

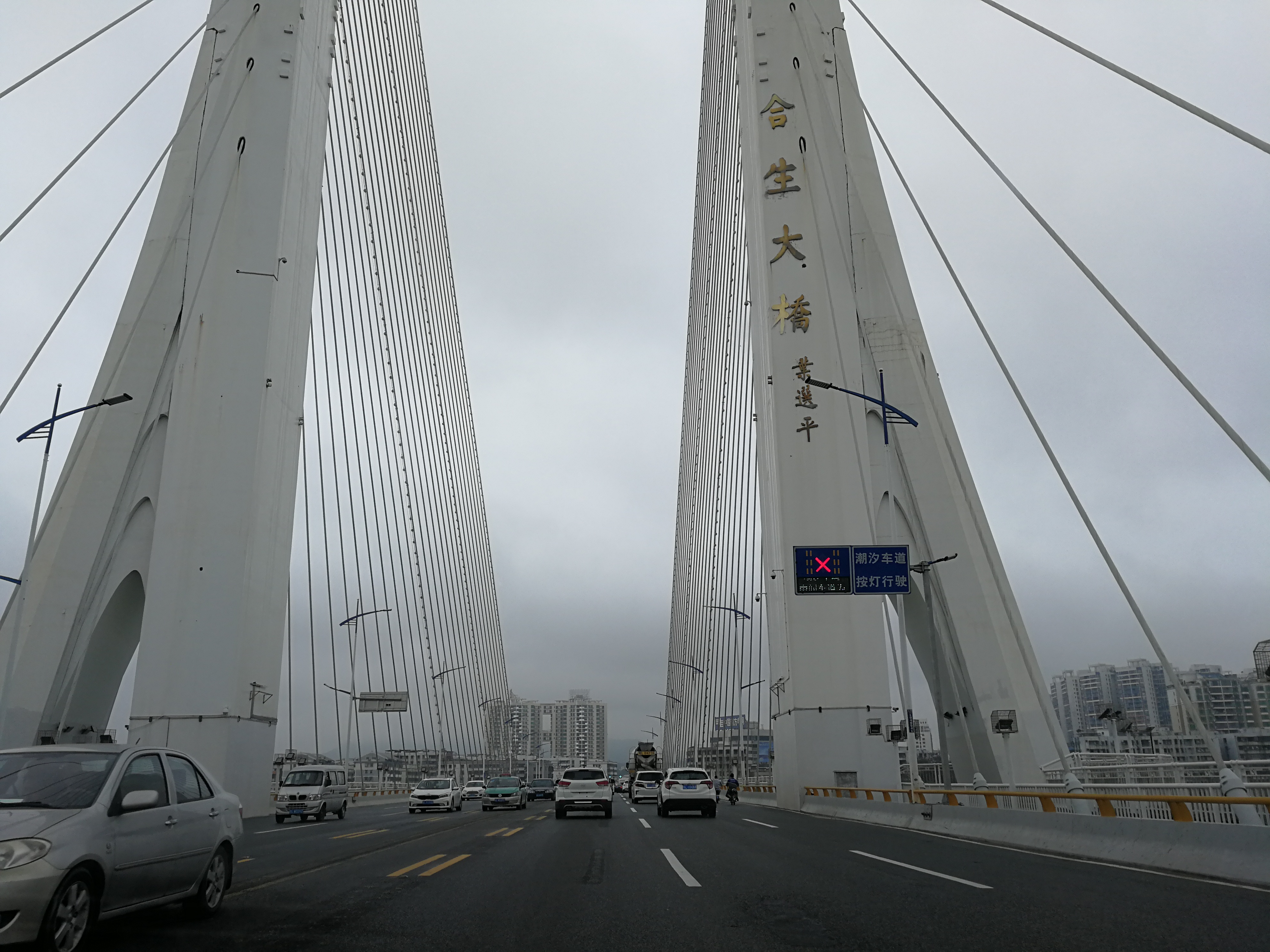
由叶选平题写的“合生大桥”书法字，刻于桥梁索塔上。

合生大桥为惠城区的一座跨东江的特大型桥梁，主桥全长1.328千米，宽35米，设计时速为60千米/小时。桥面最初设置双向6根行车线，后改为设置双向7根行车线，其中中央行车线设为潮汐车道；两侧均布置了2米宽的非机动车道和1.5米宽的人行通道。
该桥梁总投资超过3亿人民币。开通后，往返江北街道与江南街道下角片区的时间可缩短5分钟以上，并能更好地分担惠州大桥的交通压力。
合生大桥的索塔标高为127.59（418.6英尺），采用仿天鹅造型及双塔柱无横梁设计，桥梁整体造型则犹如一只展翅欲飞的天鹅。索塔与桥身通过27对108根斜拉索连接，最重者质量近13吨。索塔下方则设置两组观景台，供民众观赏东江景色。索塔上有两组“合生大桥”书法字，皆由叶选平题写。

## 历史
下角东江大桥於2005年3月21日奠基，並在同年7月开工。2006年，该桥梁调整设计方案，于南桥头增设两组匝道。同年11月21日，惠州市人民政府常务会议批准合生创展集团有偿冠名下角东江大桥，冠名费为人民币1200万元。至于该笔费用之用途，惠州市政府则称，将利用其中200万元建设市环卫工人宿舍，余下款项则用于对惠东县北部山区的20所学校进行改扩建。桥梁的命名礼则于2007年3月6日在东江公园东段举行。2007年2月，该桥梁开始安装斜拉索。4月4日，该桥梁正式悬挂两组可移动式挂篮，标志着该桥梁进入全方位立体交叉施工阶段。7月24日，该桥梁索塔封顶。2008年4月7日凌晨5时，合生大桥主桥合龙。29日，全桥正式贯通合龙，并举行合龙礼。2008年5月底，惠州市园林管理局对合生大桥南北桥头及桥底开展绿化工程。8月1日，施工人员开始为合生大桥斜拉索安装灯具。18日晚间，该桥进行试亮灯。同年8月31日，合生大桥试通车。9月2日，合生大桥正式开放车辆通行。
2009年4月底，惠州市公用事业局开始为该桥梁安装桥梁健康监测系统（俗称“鹰眼”）。30日，惠州市交通运输局将原行走惠州大桥的11路调整为行走合生大桥，意味着合生大桥开始提供公共交通服务。同年11月3日，合生大桥获选“鹅城十景”，称“东江天弦”。2014年1月，该桥梁的景观照明工程通过住房和城乡建设部绿色照明科技示范项目验收。
2017年6月26日上午7时30分至9时，惠州市公安局交警支队于合生大桥试行潮汐车道，具体形式为将最内侧一根南行车道调整为北行车道，使北行（下角往江北）车道增至4根，南行（江北往下角）车道减至2根。交警方面指该次测试期间北行通行效率有所提升，但对南行交通稍有影响。同年9月，合生大桥由双向6车道行车调整为双向7车道行车，其中南行车道3根，北行车道4根；最内侧北行车道同时作为潮汐车道，即晚高峰时段该车道作南行车道使用，其余时间仍维持北行。12月7日，惠州交警正式将该行车线设置为潮汐车道；而北引桥亦由双向4车道调整为双向5车道，中央行车线亦作为潮汐车道使用。调整后，该根车道平峰期行车方向由固定北行改为视乎桥面通行情况灵活调整行车方向。2019年2月，惠州市自然资源局牵头组织编制《惠州市区主要拥堵点近期改善方案》，提出将对该桥梁及金山大桥实施机动车与非机动车分流改造。

## 荣誉
- 2010年：广东省市政优良样板工程[28]
- 2012年3月：第三届广东省土木工程詹天佑故乡杯奖[28]

## 附属工程

### 下角南路高架桥

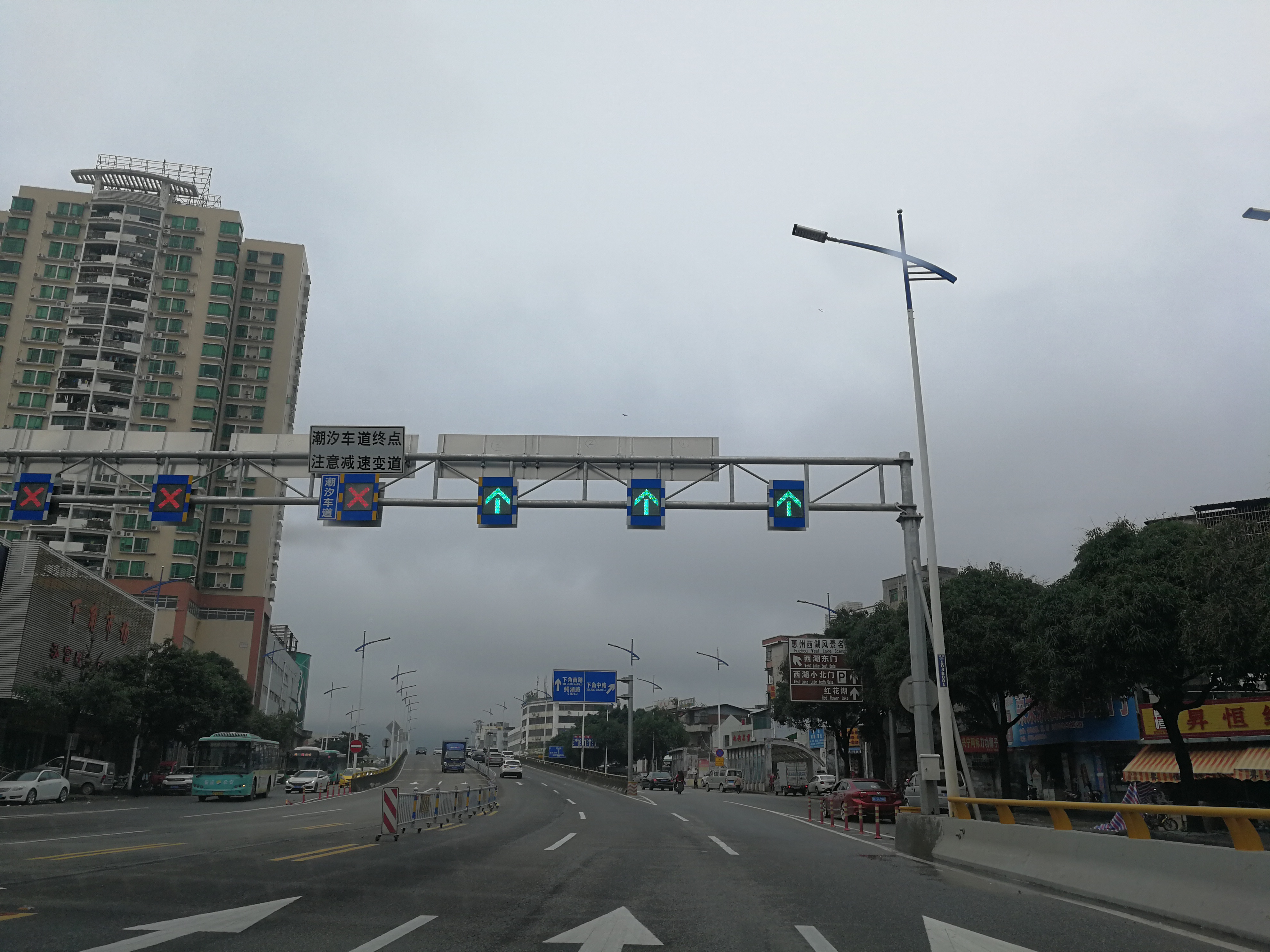
自合生大桥望向下角南路高架桥，右侧为下角地下人行通道的西北出入口。

下角南路高架桥为合生大桥的配套工程，连接合生大桥主桥与下角南路，与合生大桥一同启用。该桥南起下角南路君豪酒店（惠州市中医院门口），北接合生大桥南引桥，中途上跨下角中路与下角东路，长245米，宽17米，设计时速为50千米/小时。桥面设置双向4根行车线，不设非机动车道、人行道及潮汐车道。
在合生大桥的早期规划中，该桥梁下角端设置在市中医院门口，之后囿于造价因素，而改设于下角民乐福超市门口。但由于该处设置了红绿灯，规划部门为使上下桥交通顺畅，遂增加了这座高架桥连接合生大桥与下角南路。

### 下角地下人行通道

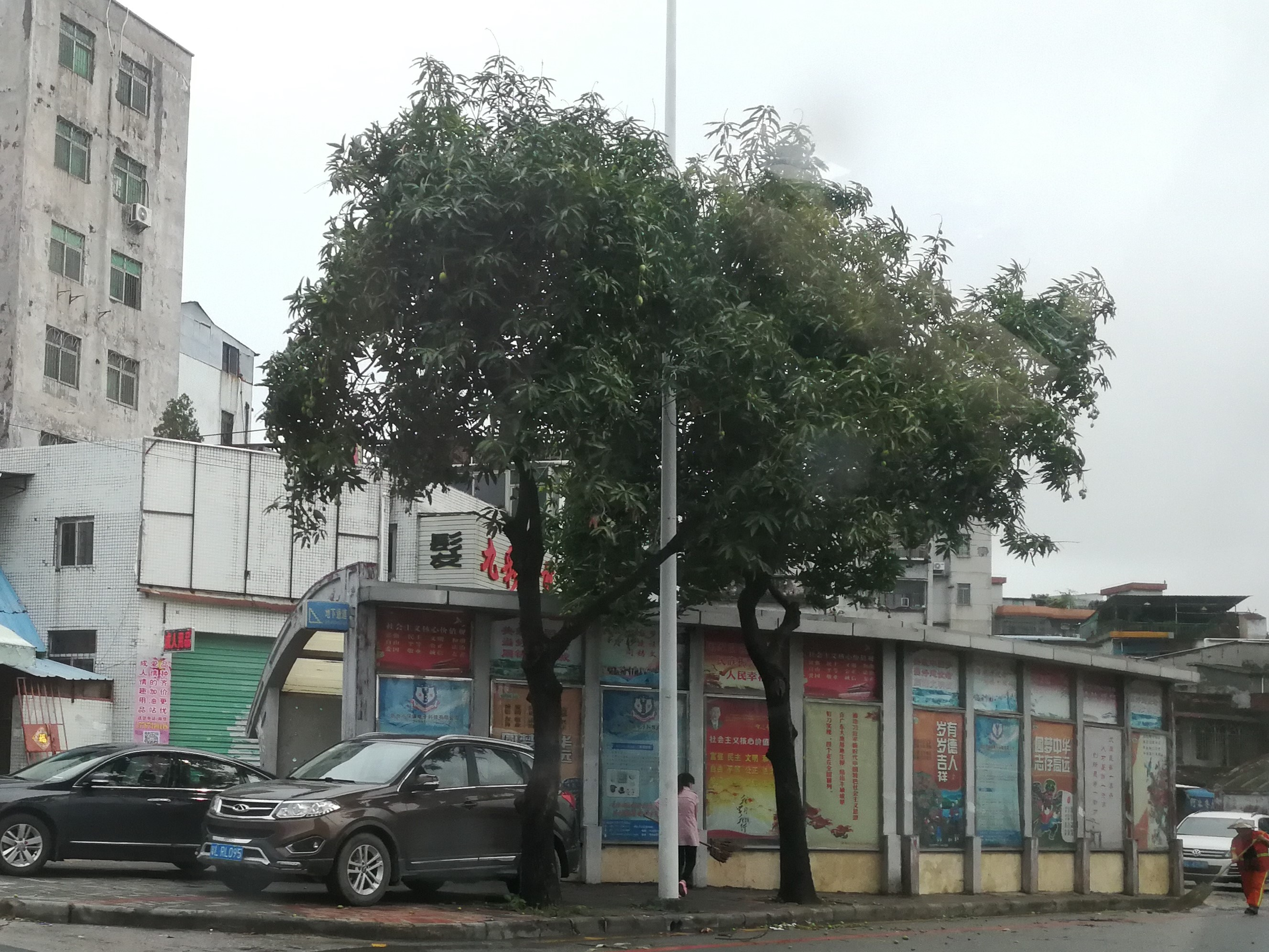
下角地下人行通道出入口现时的造型，图中为其西南出入口。

下角地下人行通道为合生大桥的配套工程，也是惠州市第一条地下行人通道，于2008年9月启用。该条通道位于江菱路与埔前街交叉口以北，长约60米，宽5米，高3米，沟通江菱路两侧，并在其两侧各设置两个出入口。
该条通道出入口的遮雨棚最初为绿色，顶部採用了全弧形设计；后期则改建为灰色半边弧形顶造型。

## 连接道路

### 江北端
- 三新南路
- 文昌二路

### 下角端
- 滨江西路、滨江西一路
- 江菱路
- 埔前街
- 下角中路、下角东路
- 下角南路

## 行经公共交通
| 行经巴士路线一览 | 行经巴士路线一览   | 行经巴士路线一览 | 行经巴士路线一览     | 行经巴士路线一览               |
| 编号             | 路线               | 路线             | 路线                 | 备注                           |
| ---------------- | ------------------ | ---------------- | -------------------- | ------------------------------ |
| K2               | 火车站             | ⇆                | 滨海公园（澳头港）   | 经部队、万林湖、大亚湾万达广场 |
| 11               | 火车站             | ⇆                | 赣深高铁仲恺站       |                                |
| 16               | 梅湖               | ⇆                | 珠光御景湾           |                                |
| 202              | 榄塘村总站         | ⇆                | 四角楼总站           | 原 388                         |
| 208惠州          | （惠州）金府路总站 | ⇆                | （深圳）龙岗汽车总站 | 原 699                         |
| 235              | 汽车总站           | ⇆                | 惠州中学             |                                |
| 229              | 仍图               | ⇆                | 汽车总站             | 原 369                         |
| 230              | 泰美镇政府         | ⇆                | 汽车总站             | 原 369B                        |

## 事件

### 伸缩缝现缝隙
2010年8月9日，有市民向当地传媒反映，合生大桥人行道有一处伸缩缝存在大缝隙，担忧小童路过该处时有失足坠桥之可能。对此，惠州市公用事业管理局工作人员称，有关位置应当覆有铁皮，但该处铁皮可能被盗。该局及后派员进行查看、测量，并通知施工方重制金属板，以覆盖该空隙；有关工程已于当月中旬完成。

### 桥面火警
2015年7月8日晚上，有市民报火警称合生大桥北行方向自滨江西路转入该桥梁的匝道附近的伸缩缝起火，江北消防特勤中队随后派员将火救熄。该中队消防员指出，事发前一日晚间该处亦发生火警，相信两起火警皆起于该伸缩缝下方埋设的电路。之后，路灯管理部门介入检查，电力部门则派员进行维修作业。

### 非机动车道设计
合生大桥的非机动车道被批评设计不合理。有助力车骑士指出，如需驾驶非机动车行驶该桥梁的非机动车道，无论由哪一端上桥，皆需要绕远路；另有较多市民称“不知道合生大桥非机动车道入口在哪”。该情形导致大多数助力车、自行车骑士不愿使用非机动车道过桥，而倾向于冒险使用机动车道。

## 关联艺术创作
2010年3月5日，广东省第十三届运动会开闭幕式方案策划团队在闭幕式文体表演方案汇报会上提出，该届运动会闭幕礼的舞台设计将以合生大桥及大榕树为主要构成元素。该方案最终获得采用。
此外，当地纸媒也刊登过数篇由市民创作的描写合生大桥的文学作品。

## 图集
- 自合江楼眺望合生大桥，中间白色部分即为其索塔
- 自合生大桥北引桥望向合生大桥
- 合生大桥斜拉索亮灯后的景象